# Alkvettern
Alkvettern eller Alkvättern är en sjö i Karlskoga kommun och Storfors kommun i Värmland och ingår i Göta älvs huvudavrinningsområde. Sjön har en area på 16,8 kvadratkilometer och ligger 112 meter över havet. Sjön avvattnas av vattendraget Timsälven (Nordmarksälven).
Den är den nedersta sjön i ett sjösystem som även omfattar Frövettern, Ullvettern, Hyttsjön, Matlången, Öjevettern och Stor-Lungen, samt sunden däremellan. Sjösystemet ingår i Bergslagskanalen mellan Karlskoga och Filipstad. Det är reglerat vid Knappfors, där Alkvettern avvattnas till Lonnen och Timsälven, till 112,1 m ö.h. Totalt har sjösystemet en area på 60 km², varav Alkvettern 16,8 km².
Vid Alkvettern ligger även Alkvetterns herrgård och samhället Kyrksten. Till herrgården hörde Alkvetterns bruk.

## Delavrinningsområde
Alkvettern ingår i delavrinningsområde (658519-141864) som SMHI kallar för Utloppet av Alkvettern. Medelhöjden är 136 meter över havet och ytan är 78,35 kvadratkilometer. Räknas de 128 avrinningsområdena uppströms in blir den ackumulerade arean 1 465,33 kvadratkilometer. Timsälven (Nordmarksälven) som avvattnar avrinningsområdet har biflödesordning 3, vilket innebär att vattnet flödar genom totalt 3 vattendrag innan det når havet efter 299 kilometer. Avrinningsområdet består mestadels av skog (54 procent). Avrinningsområdet har 17,43 kvadratkilometer vattenytor vilket ger det en sjöprocent på 22,2 procent.